# Stockholm–Mariehamn
På sträckan mellan Stockholm och Mariehamn (på Åland) går en bilfärjelinje. Den trafikeras av Viking Line med fartyget M/S Viking Cinderella.